# 来江藤
来江藤（学名：Brandisia hancei），为玄参科来江藤属下的一个植物种。